# Смердов, Николай Андрианович
Николай Андрианович Смердов (1905—1958) — советский партийный деятель, член ВКП(б), председатель исполнительного комитета Алтайского краевого Совета депутатов трудящихся (1939 г. — 1 января 1943 г.)

## Биография
Родился в 1905 году, в деревне Большой Антибес (на территории современного Мариинского района Кемеровской области) в бедняцкой семье. До 1920 года находился на иждивении матери, работавшей по найму у кулаков.
С 1920 по 1925 год работал вместе с матерью в своем бедняцком крестьянском хозяйстве. В 1924 году вступил в ряды Ленинского комсомола и был избран секретарем сельской комсомольской ячейки. В 1925 году уездным комитетом комсомола командирован на учебу в Томский рабфак.
В 1928 году, по окончании рабфака, поступил учиться на химический факультет Томского технологического института.
В 1932 году, после окончания института, командирован на Барнаульский кожевенный завод. До марта 1936 года работал зав. химической лабораторией, начальником отмочно-зольного и отделочного цехов, с марта 1936 года по март 1937 года — помощником технического руководителя овчинно-шубного завода, а затем был директором этого завода.
В октябре 1937 года Н. А. Смердов избран исполняющим обязанности председателя Барнаульского городского Совета и введен в состав оргкомитета ВЦИК по Алтайскому краю.
24 декабря 1939 года были проведены первые выборы в Алтайский краевой Совет депутатов трудящихся.Первым председателем Алтайского крайисполкома был назначен Смердов Николай Андрианович.
В 1943 году Н. А. Смердова перевели заместителем председателя Кемеровского облисполкома, хотя он несколько раз просился на фронт.
В 1949 году Николай Андрианович уехал учиться в Москву в Высшую партийную школу. Смердов также работал в Министерстве сельского хозяйства.
Затем покинул столицу. До последних дней трудился руководителем РТС в городе Лебедянь Липецкой области. Скончался в 1958 году. Похоронен в Лебедяни.

## Награды и звания
Награждён орденом Трудового Красного Знамени